# Єхцаох
Єхцаох (вірм. Եղցահող, азерб. Sarıbaba) — село у Шушинському районі Азербайджану. Село розташоване за 1 км на північний захід від траси Єреван — Степанакерт, за 20 км на південний захід від міста Шуші та за 10 км на північ від міста Лачин. До складу сільради Єхцаоху входять також сусідні села Канач тала та Таси Верст.

## Пам'ятки
- В селі розташована церква Сурб Аствацацін 18-19 століття, джерело 18 століття, цвинтар 17-19 століття та святиня 18-19 століття.